# Priscilla Bonner
Priscilla Bonner (Washington, 17 febbraio 1899 – Los Angeles, 21 febbraio 1996) è stata un'attrice statunitense.

## Biografia
Figlia di un militare, trascorse l'infanzia in diversi luoghi, dilettandosi a recitare per passatempo. Dopo un servizio fotografico a Chicago, venne notata da Hollywood dove ottenne subito un contratto.
Ebbe una breve ma intensa carriera nel cinema muto, lavorando con le maggiori stelle dell'epoca e anche in produzioni indipendenti. 
Dopo il matrimonio con E. Bertrand Woolfan, decise di lasciare la carriera e creò una sorta di salotto frequentato da artisti e letterati. 

## Filmografia
- Homer Comes Home, regia di Jerome Storm (1920)
- Honest Hutch, regia di Clarence G. Badger (1920)
- The Man Who Had Everything, regia di Alfred E. Green (1920)
- Ufficiale 666 (Officer 666), regia di Harry Beaumont (1920)
- Bob Hampton of Placer, regia di Marshall Neilan (1921)
- Home Stuff, regia di Albert Kelley (1921)
- The Son of Wallingford, regia di George Randolph Chester e Lillian Christy Chester (1921)
- L'asiatico (Shadows), regia di Tom Forman (1922)
- Gallopin' Through, regia di Robert North Bradbury (1923)
- The Purple Dawn, regia di Charles R. Seeling (1923)
- Where's My Wandering Boy This Evening?, regia di John A. Waldron (1923)
- Pitfalls of a Big City, regia di John A. Waldron (1923)
- April Showers
- Hold Your Breath, regia di Scott Sidney (1924)
- Tarnish
- Chalk Marks, regia di John G. Adolfi (1924)
- La grande sparata (The Strong Man), regia di Frank Capra (1926)
- Cosetta (It), regia di Clarence G. Badger e, non accreditato, Josef von Sternberg (1927)
- Le sue ultime mutandine (Long Pants), regia di Frank Capra (1927)